# Pakistan ai Giochi della XVIII Olimpiade
Il Pakistan partecipò ai Giochi della XVIII Olimpiade, svoltisi a Tokyo dal 10 al 24 ottobre 1964, con una delegazione di 41 atleti impegnati in 7 discipline per un totale di 29 competizioni. Il portabandiera alla cerimonia di apertura fu l'hockeista Manzoor Hussain Atif, alla sua quarta Olimpiade.
Il bottino della squadra, alla sua quinta partecipazione ai Giochi estivi, fu di una medaglia d'argento conquistata nel torneo di hockey su prato, sconfitta in finale dall'India.

## Medaglie
| Medaglia | Atleta | Sport           | Evento   |
| -------- | --- | --------------- | -------- |
| Argento  | Munir Ahmed Dar Manzoor Hussain Atif Saeed Anwar Anwar Ahmed Khan Abdul Rashid Khalid Mahmood Khawaja Zaka-ud-Din Khurshid Azam Muhammad Asad Malik Motiullah Abdul Hamid Tariq Aziz Zafar Hayat Tariq Niazi Muhammad Afzal Manna Nawaz Khizar Bajwa | Hockey su prato | Maschile |